# Clitoria polystachya
Clitoria polystachya är en ärtväxtart som beskrevs av George Bentham. Clitoria polystachya ingår i släktet Clitoria, och familjen ärtväxter.

## Underarter
Arten delas in i följande underarter:
- C. p. congesta
- C. p. polystachya
- C. p. pringlei